# Stuart Margolin
Stuart Margolin (Davenport, 31 gennaio 1940 – Staunton, 12 dicembre 2022) è stato un attore e regista statunitense.

## Biografia
Nel 1979 e 1980, vince due Primetime Emmy Awards come miglior attore non protagonista in una serie drammatica per la sua partecipazione ad Agenzia Rockford, in cui recita dal 1974 al 1979.

## Filmografia parziale

### Attore

#### Cinema
- Le donne del pianeta preistorico (Women of the Prehistoric Planet), regia di Arthur C. Pierce (1966)
- Per un corpo di donna (Don't Just Stand There), regia di Ron Winston (1968)
- Giocatori d'azzardo (The Gamblers), regia di Ron Winston (1970)
- I guerrieri (Kelly's Heroes), regia di Brian G. Hutton (1970)
- Limbo, regia di Mark Robson (1972)
- L'assassino di pietra (The Stone Killer), regia di Michael Winner (1973)
- Il giustiziere della notte (Death Wish), regia di Michael Winner (1974)
- 40.000 dollari per non morire (The Gambler), regia di Karel Reisz (1974)
- Il fantabus (The Big Bus), regia di James Frawley (1976)
- Futureworld - 2000 anni nel futuro (Futureworld), regia di Richard T. Heffron (1976)
- I giorni del cielo (Days of Heaven), regia di Terrence Malick (1978)
- S.O.B., regia di Blake Edwards (1981)
- Class, regia di Lewis John Carlino (1983)
- 24 ore per non morire (Running Hot), regia di Mark Griffiths (1984)
- Un bel pasticcio! (A Fine Mess), regia di Blake Edwards (1986)
- Aquile d'attacco (Iron Eagle II), regia di Sidney J. Furie (1988)
- Indiziato di reato - Guilty by Suspicion (Guilty by Suspicion), regia di Irwin Winkler (1991)
- L'imbroglio - The Hoax (The Hoax), regia di Lasse Hallström (2006)
- La frode (Arbitrage), regia di Nicholas Jarecki (2012)

#### Televisione
- Ensign O'Toole - serie TV, 4 episodi (1962)
- La legge di Burke (Burke's Law) – serie TV, episodio 1x07 (1963)
- The Lieutenant – serie TV, episodio 1x05 (1963)
- Ben Casey – serie TV, episodio 4x03 (1964)
- Branded – serie TV, episodio 1x15 (1965)
- Il virginiano (The Virginian) – serie TV, episodio 6x17 (1968)
- Quella strana ragazza (That Girl) - serie TV, 3 episodi (1968-1969)
- Operazione ladro (It Takes a Thief) - serie TV, 3 episodi (1968-1969)
- Love, American Style - serie TV, 29 episodi (1969-1973)
- Un vero sceriffo (Nichols) - serie TV, 24 episodi (1971-1972)
- M*A*S*H – serie TV, episodio 1x07 (1972)
- Agenzia Rockford (The Rockford Files) - serie TV, 40 episodi (1974-1979)
- Bret Maverick - serie TV, 8 episodi (1981-1982)
- Un assassino in famiglia (A Killer in the Family), regia di Richard T. Heffron – film TV (1983)
- Mr. Smith - serie TV, 13 episodi (1983)
- Tom Stone - serie TV, 26 episodi (2002-2004)
- NCIS - Unità anticrimine (NCIS) - serie TV, episodio 11x19 (2014)
- X-Files (The X-Files) – serie TV, un episodio (2018)

### Regista
- Love Boat (The Love Boat) - serie TV, 7 episodi (1977)
- Crazy Like a Fox - serie TV, 3 episodi (1985)
- Operazione Alce (Salt Water Moose) (1996)
- Terra promessa (Promised Land) - serie TV, 8 episodi (1997-1999)
- Beggars and Choosers - serie TV, 5 episodi (1999-2001)
- Il tocco di un angelo (Touched by an Angel) - serie TV, 11 episodi (1997-2002)

## Riconoscimenti (parziale)
- Primetime Emmy Awards
  - 1979 - Miglior attore non protagonista in una serie drammatica per Agenzia Rockford
  - 1980 - Miglior attore non protagonista in una serie drammatica per Agenzia Rockford

## Doppiatori italiani
Nelle versioni in italiano delle opere in cui ha recitato, Stuart Margolin è stato doppiato da:
- Gianfranco Bellini ne I guerrieri
- Pino Colizzi ne Il giustiziere della notte
- Gianni Musy in 40.000 dollari per non morire
- Guido Cerniglia in Agenzia Rockford
- Sergio Fiorentini in Futureworld - 2000 anni nel futuro
- Cesare Barbetti in S.O.B.
- Gil Baroni nei film tratti da Agenzia Rockford
- Riccardo Rovatti in Dentro la TV
- Carlo Valli in La frode
- Paolo Lombardi in NCIS - Unità anticrimine
- Dario Penne in X-Files